# Південноафриканська котяча акула
Південноафриканська котяча акула (Haploblepharus) — рід акул родини Котячі акули. Має 4 види. Інші назви «сором'язлива котяча акула», «ляклива котяча акула», «пампушкова акули», «щаслива акула».

## Опис
Загальна довжина представників цього роду коливається від 50 до 73 см. Голова подовжена, середнього розміру. Очі овальні або мигдалеподібні з мигальною перетинкою. Зіниці щілиноподібні. За очима розташовані маленькі бризкальця. Ніздрі великі з довгими носовими клапанами. Губні борозни глибокі. Рот короткий та вигнутий. Зуби дрібні, з багатьма верхівками, де центральна є високою та гострою, а бокові — маленькі. У неї 5 пар зябрових щілин. Тулуб щільний, циліндричний, витягнуте. Шкура товста, вкрита лусками листоподібної форми. Грудні плавці великі. Має 2 маленьких спинних плавця. При цьому передній й задній спинні плавці відрізняються за розміром та формою. Розташовані ближче до хвостової частини. Анальний плавець широкий та низький. Хвостовий плавець витягнутий, гетероцеркальний.
Забарвлення коричневе. Спини та боки вкриті плямочками та цятками різної форми, розмірів та кольорів. Черево майже біле.

## Спосіб життя
Тримаються мілини. Воліють до піщаного та кам'янистого ґрунту. Не віддаляються далеко від берегової лінії. При загрозі ці акули намагаються втекти або звернутися у кільце, заховавши голова під хвіст, нагадуючи пампушку. Тому має одне з інших назв. Живиться креветками, кальмарами, дрібними костистими рибами.
Це яйцекладні акули. Самиці відкладають 2 яйця у вигляді подовжених капсул. Інкубаційний період триває від 3 до 10 місяців. Репродуктивний цикл безперервний.
Часто тримаються в акваріумах. Негативний вплив на стан популяцій має активне рибальство в ареалі цих акул.

## Розповсюдження
Мешкають біля узбережжя Намібії та ПАР.

## Види
- Haploblepharus edwardsii  (Schinz, 1822)
- Haploblepharus fuscus  Smith, 1950
- Haploblepharus kistnasamyi  Human & Compagno, 2006
- Haploblepharus pictus  (Müller & Henle, 1838)